# Mayram Isoeva
Mayram Ne'matovna Isoeva (en tayiko: Марям Неъматовна Исоева) (nacida el 1 de mayo de 1937) fue una actriz tayika de la época soviética.
Nacida en la aldea de Sari Khosor, en el distrito de Kulob, Isoeva se graduó en la escuela media de Dusambé en 1954. Dos años más tarde se matriculó en la Instituto Lunacharsky de Arte Dramático, donde se graduó en 1960. A continuación, pasó un año en el Teatro Musical y de Comedia Pushkin de Khujand, entonces llamado Leninabad, antes de incorporarse a la plantilla de la Academia de Arte Dramático Lahuti. En 1971 se afilió al Partido Comunista de la Unión Soviética. A lo largo de su carrera, Isoeva interpretó principalmente papeles en tragedias y dramas. La primera vez que llamó la atención fue por su interpretación de Arina en La pobreza no es un vicio de Aleksandr Ostrovsky, un papel que asumió durante sus estudios. Más tarde interpretó a Smeroldina en El rey ciervo de Carlo Gozzi y a Emilia en Otelo de William Shakespeare. También ha participado en obras de teatro de escritores tayikos, como el papel de Mavjuda en Woman's Resolve de Azam Sidqi y en dos obras de Ghani Abdullo, Bakhmal en The Song of the Highlands y Tahmina en Rustam and Suhrab. A lo largo de su carrera, Isoeva también apareció en varias películas producidas por TajikFilm. Por su trabajo se le concedió el título de Artista del Pueblo de la República Socialista Soviética de Tayikistán en 1979, y también fue nombrada Colaboradora Distinguida de la Educación de Tayikistán. Ganó el Premio Nohid y recibió varias medallas del gobierno, como la Orden de la Bandera Roja del Valor, la "Medalla Conmemorativa por el Centenario del Natalicio de Lenin" y la Orden Honorífica del Presidium del Soviet Supremo de Tayikistán. Su octogésimo cumpleaños se celebró con la proyección de algunas de sus películas en 2017.